# Falkklobb
Falkklobb är en ö i Åland (Finland). Den ligger i Skärgårdshavet och i kommunen Kumlinge i landskapet Åland, i den sydvästra delen av landet. Ön ligger omkring 64 kilometer nordöst om Mariehamn och omkring 220 kilometer väster om Helsingfors.
Öns area är 18 hektar och dess största längd är 1,1 kilometer i sydöst-nordvästlig riktning. Ön höjer sig omkring 20 meter över havsytan.